# クロック!パウパウアイランド
『クロック！パウパウアイランド』（原題『Croc: Legend of the Gobbos』）は、イギリスのアルゴノートゲームスが開発、日本ではメディアクエストがローカライズし、1997年12月18日に発売したプレイステーション用のアクションゲーム。主人公であるワニ「クロック」を操作して様々なステージをクリアしていく。
セガサターン用にも1998年3月26日に発売された。PC版とゲームボーイカラー版は日本未発売。
1999年には続編『クロックアドベンチャー』（原題『Croc 2』）がプレイステーションでリリースされた。
海外では携帯電話ゲームに『Croc Mobile: Jungle Rumble』と『Croc Mobile Pinball』がある。

## 概要
元々は当時、スターフォックスなどの開発で任天堂のセカンドパーティだったアルゴノートゲームスがNINTENDO 64用のゲームとして、スーパーマリオ64を元にヨッシーを主人公としたゲームである『Yoshi 3D』として企画・開発していたものだったが、任天堂側が企画を取り下げたためアルゴノートゲームスは任天堂を離れ、キャラクターや世界観をヨッシーとマリオの世界観から自社オリジナルのものに置き換え、任天堂以外のプラットフォームで発売するに至った。この時以降、アルゴノートゲームスはスターフォックスを最後に、任天堂のセカンドパーティとなったゲーム開発を一切行っていない。
当初、アルゴノートゲームスはかなり強気な態度で当作品をリリースしており、当時の広告ポスターでは主人公であるクロックがマリオ、クラッシュ・バンディクー、トゥームレイダーのララ・クロフトを食べたと思わせるようなCGイラストが掲載されているという非常に挑発的なものであった。参考画像
いずれのキャラクターも当時非常に人気のあったゲーム作品のキャラクターであり、クロックはそれを更に上回る作品だと称して発表されたようなメッセージがある。そのため、ユーザーからは大きな期待を買われ、リリース当初は250万本以上のセールスを出し、Amazonではゲーム売上ランキングにて一位を記録したこともあったが、実際ゲームそのものの出来は操作性やカメラ機能の悪さの割に、難易度が高いというあまり良い出来のものではなく、GameRankingsなどによる総合的な評価点ではスーパーマリオ64よりも低かった。
また、続編であるクロックアドベンチャーでは、全体的にバンジョーとカズーイの大冒険の影響を受けたと思われる要素が随所にあり、ゲームスタイルそのものもバンジョーとカズーイの大冒険やスパイロ・ザ・ドラゴンなどの1998年以降に発表されヒットしたアクションゲームを意識した作りとなっているが、全体的にステージの作りや映像処理、テクスチャーの描き込みなどはチープで適当なものであり、総合評価はそれらの作品と比較すると非常に低いものとなっている。

## 評価
海外の大手ゲーム評価・レビューまとめサイト「GameRankings」では、PS版は79.14％、セガサターン版は76.67％、海外のみ発売のPC版は60.50％の評価を出している。
また、同じく海外のみ発売のゲームボーイカラー版は54.00％の評価を得ている。
主な批判点は、多くが操作性やカメラアングルの悪さ、難易度の高さだったが、音楽に関しては全体的に良い評価を得ている。

## ストーリー
遠い南の国にある「パウパウアイランド」には陽気で優しいパウパウ達が暮らしている。
ある日、いつものようにパウパウ王様が散歩をしていると、浜辺にバスケットが流れ着いているのを発見した。
王様は、恐る恐る中をのぞくと、中にはワニの赤ちゃんが入っていたのだ。
パウパウ達は、そのワニを「クロック」と名付けて育てることに。クロックは、パウパウ達からいろんなことを教えてもらい、大きく成長した。
しかし、そんなある日、島に悪の魔法使い「ザッハトルテ13世」が、手下の「トルティーズ」を引き連れて島を襲撃してきた。恐怖のあまり逃げ惑うパウパウ達は、次々と捕まっていく。
王様は、パウパウも守りたかったが、クロックを守ることが精一杯だった。こうしてついに王様も捕まってしまう。”自分を育ててくれた王様、兄弟のパウパウ達を助けなきゃ！”
こうしてクロックは、ザッハトルテ13世のお城へと旅立った。

## ステージ
原版では各ステージに固有の名称が付けられているが、日本版はローカライズにあたり、汎用のフォントがカタカナしか用意出来なかった都合上、"ステージ"の後に番号が附番されたシンプルな名称に省略されてしまっている。
代わりに島の名称はフォントも含め、日本版オリジナルのものとなっている（原版の名称は全て括弧内に記載）。
さあ出発だ！ハラハラ高原の巻（Forest Island）
主に丘と草原で構成されている島。パウパウアイランドとも呼ばれる。
また、オープニングムービーでクロックが流れ着いた島でもある。
野外から洞窟の至る場所にまで溶岩で満ちているのが特徴。
この島の渓谷にはパウパウ王様を含む全てのパウパウ達が住んでいたが、ザッハトルテ13世の侵攻により、魔の島へと変貌してしまった。
すべってころんでブルブル島の巻（Ice Island）
見た目通り、氷と雪で構成されている島。
ハラハラ高原とは対照的に、至る場所が氷水で満ちている。
島名の通り、積雪した地形だけでなく、滑りやすい氷結した地形のステージおよびエリアも頻繁に訪れることになるため、些細な操作ミスが思わぬ事故を招くこともある。
変温動物であるワニのクロックには寒すぎるせいか、野外エリアで一定時間何も操作せずにじっとしていると、身震いを起こす。
カラカラさばくに陽はしずむの巻（Desert Island）
名前と見た目通り、砂漠で構成されている島。
基本的に至る場所が熱泥で満ちているが、一部にはハラハラ高原の洞窟のような溶岩で満ちたステージおよびエリアも存在する。
これまでの島のステージと比較すると、クロックがしがみつけない特殊な地形が多くなっているほか、視界が極めて悪い暗闇のステージおよびエリアも多数存在するため、ジャンプ時の足場確認や距離感のほか、タイミングも一層重要となってくる。
また、水中ステージおよびエリアが最も多く存在する島でもあり、ここで中ボスであるマグラフィンとの戦いまでに水中での操作に慣れておかないと、苦戦を強いられることになる。
更にはこの島から初登場となるギミックやトラップも多く、ゲーム自体も終盤に差し掛かっているのもあり、総じて難易度はこれまでよりも大きく跳ね上がっていると言って差し支えない。
クラクラキャッスル最後の大あばれの巻（Castle Island）
本作の黒幕でもあるザッハトルテ13世の居城。
背景や足場など、屋内エリアには至る所にザッハトルテ13世を模したエンブレムや肖像画などが見受けられるのが特徴。
これまでの島とは異なり、ステージの選択画面の天候が常に荒れているせいか、それに伴ってあらゆるステージの屋外エリアの時間帯が視界の悪い夜間となっているため、晴天のステージは一切存在しない。
また、溶岩などのダメージとなる地形のトラップも存在せず、代わりに地下牢エリアを除いた全てのエリアには、即ミスとなる奈落が辺り一面に広がっている。
加えて屋外エリアのみならず、あらゆるステージおよびエリアが薄暗い環境となっており、背景と同化して視認しづらいギミックの利用も頻繁に強いられる。
そのため、操作だけでなく視界にも細心の注意を払わなければ、たちまち奈落に飲み込まれてしまい、予想外の残機を失い続ける羽目となる。
因みに、屋内エリアでは蝙蝠の鳴き声などの環境音に混じって、何処からともなくクロックを嘲笑っているかのようなザッハトルテ13世のものらしき笑い声が聞こえてくることがある。
発見!!ひみつのキラキラワールドの巻（Crystal Island）
全ての島のパウパウを全員助け、ジグソーピースを全て集めると出現する。
謂わばストーリークリア後のお楽しみ要素のような存在の島であり、上記4島の要素をテーマにしたステージで構成されている。
基本的に、複雑な探索の必要もないステージクリアまでの一本道となっているものの、主に敵キャラクターとクリスタルの数や配置の関係で、いずれのステージもこれまで以上に難易度は高くなっている。

## 主人公・味方キャラクター
クロック以外のキャラクターは全て原版とは全く異なった日本版オリジナルの名前となっており、お菓子を捩った名前が多い。
なお、続編の『クロックアドベンチャー』ではローカライズ元が変わっているため、原版の読みに忠実な名前となっている（原版の名称は全て括弧内に記載）。
クロック（Croc）
パウパウアイランドの海のほとりに流れ着いたバスケットの中に入っていたワニであり、本作の主人公。
パウパウ王様に保護され、育てられた。
因みに、いつも背負っているリュックは、原人シリーズの原作者兼イラストレーターとして知られる青木コブ太によるアイデアから採用されたものである。
パウパウ王様（King Rufus）
パウパウアイランドの君主。クロックを育てた。また、「クロック」という名前も彼が名付けた。
パウパウアイランドを乗っ取りにやってきたザッハトルテ13世に捕まってしまう。
パウパウ（Gobbo）
パウパウアイランドの島民。パウパウ王様と共にクロックを育てた。
全員、ザッハトルテ13世に捕まってしまう。
トリッピー（Beany the Bird）
黒い翼を持つ魔法の小鳥。
ザッハトルテ13世がパウパウアイランドを乗っ取りにやってきた際、ゴングでパウパウ王様に召喚され、クロックを逃がす役割を担った。
この召喚に必要なゴングはトリッピーゴングと呼ばれており、システム上ステージのクリアには必須となっているため、必ず最低でも一つは設置されている。
それ以外でも次のステージや島への移動の際など、常にクロックを移動させる役割を担うクロックのサポートキャラクター的な存在。
因みに、原版では性別はメスとされている。
彼女もまた、クロックが背負っているリュックと同様、青木コブ太によるアイデアから採用されたキャラクターである。
ガムボム（Balloon Man）
クラクラキャッスル・ステージ3と、あるステージの分岐エリアにのみ出現する。
目の前に設置されているポンプを何度か踏み続けると膨らみ、爆発してドアを壊してくれる。
ガムボムが出現するエリアは必ず2つ以上の次のエリアへの施錠されたドアが用意されており、ドアの破壊に失敗した場合は何度でもリスポーンするが、一度でもドアの破壊に成功した場合はリスポーンしない。
上記のようなぞんざいな扱いにも関わらず、取扱説明書での紹介によれば、これでも一応仲間とのこと。
ゾウ（Elephant）
カラカラさばく・ステージ1のあるエリアにのみ出現する。
背中に乗ると足場代わりになってくれるが、乗られた際に怖がっているためかコントロールまでは出来ない。
余談だが、当初ゲームデザイナーはゾウではなくラクダを使用する予定だったためか、原版のステージ1の名称（Lights, Camel, Action!）に名残としてラクダの英単語が含まれている。

## ボスキャラクター
ザッハトルテ13世（Baron Dante）
パウパウらを捕まえた邪悪な魔法使い。
クラクラキャッスル・ステージB2のラストボス。
原版および続編のクロックアドベンチャーでは、ダンテ男爵と呼ばれる。
幸せそうなパウパウ達を妬んだ末、パウパウアイランドを魔の島に変えてしまった。
数多くの罪無き住人や生き物を魔法で変身・洗脳させては、クロックの行く手を阻み続ける。
合計で3パターンの攻撃方法を有しており、1つのパターンにつき3つの耐久値を所持している都合上、合計で9つとラストボスに相応しい耐久値を誇る。
因みに、名前にある"13世"は日本版のスタッフの遊び心によってくっつけられたものである。
モンバルーン（Fosley）
クラクラキャッスル・ステージB1の中ボス。
元々は風船を手にした子どもだったが、ザッハトルテ13世の魔法により巨大化・宮廷道化師と化した。
常に風船によってフィールドの中央に浮遊しながら攻撃してくる都合上、これまでのようにクロックの直接的な攻撃は一切通用しない特殊なボスキャラクターであるため、ダメージを与えるには特殊なギミックとモンバルーンの攻撃を利用した間接的な攻撃が必要となる。
ドン・クランムーチョ（Cactus Jack）
カラカラさばく・ステージB2の大ボス。
元々はカメレオンだったが、ザッハトルテ13世の魔法で住み着いていたサボテンと合体・怪物と化した。
体格は他のボスよりも一回り大きく、ザッハトルテ13世と同等であり、登場するエリアも最も広い。
因みに、少量ではあるがフィールドにクリスタルが配置されているボスキャラクターの一体でもある。
マグラフィン（Neptuna）
カラカラさばく・ステージB1の中ボス。
元々は魚だったが、ザッハトルテ13世の魔法により巨大化・半魚人と化した。
唯一、水中での戦闘となるボスキャラクターであり、陸よりも操作の自由が利きづらい水中では攻撃も避けづらく、操作に慣れていないとあらゆるボスキャラクターよりも厄介な強敵となり得る。
因みに、攻撃後に度忘れのような仕草をしているのは、魚の記憶力は僅か数秒間しかないという誤った情報に基づいた設定らしい。
ジェルジェラート（Itsy the Ice Demon）
ブルブル島・ステージB2の大ボス。
元々は4頭の羊だったが、ザッハトルテ13世の魔法により合体・怪物と化した。
唯一、クロックの攻撃を受ける度に分裂する性質上、実質的な耐久値はザッハトルテ13世に次いで多い。
また、分裂した個体も動作が素早くなっていくため、序盤のボスキャラクターとしては強敵に数えられることもある。
ビスロケット（Chumly the Rocket Man）
ブルブル島・ステージB1の中ボス。
偶然、ザッハトルテ13世の傍を通り掛かったところに目を付けられ、背中にジェットパックを付けられてしまった。
唯一、ザッハトルテ13世の魔法により、変身まではさせられていないため、他のボスキャラクターと同様にクロックに対して敵意があったかどうかは不明。
ババロアジョー（Flibby）
ハラハラ高原・ステージB2の大ボス。
元々は天道虫だったが、ザッハトルテ13世の魔法により巨大化・ボクサー姿と化した。
唯一、しっぽ攻撃と踏み付け攻撃の両方を駆使しないと、倒すことが出来ないボスキャラクターである。
フィールドが巨大なボクシングリングとなっているだけあって、ババロアジョーにダメージを与えると外野から歓声が上がるが、逆にババロアジョーの攻撃を受けるとブーイングの嵐を食らってしまう。
また、外野の声はパウパウらのそれとは別物であるため、パウパウアイランドには人間も住んでいる可能性があることを示唆しているとも捉えられる。
因みに、その屈強な容姿と声色の裏腹に、原版では性別は全ボスキャラクター中で唯一のメスとされている。
タルティー（Tooty the Feeble）
ハラハラ高原・ステージB1の中ボス。
元々は家鴨だったが、ザッハトルテ13世の魔法により巨大化・怪物と化した。
クロックが最初に戦うボスキャラクターとなるので、この戦いでダメージの与え方などボスキャラクターの性質を理解しておかないと、今後のゲームの進行において大きな足枷となり得る。
St.ザッハトルテ（The Secret Sentinel）
キラキラワールド・ステージBの隠しボス。
全身がクリスタルで構成されたザッハトルテ13世のような容姿をしているが、復活した同一人物であるかどうかは明言されていない。
その正体はザッハトルテ13世の幽霊や怨念、もしくはある種の精神など、様々な説がある。
倒された後は無数のクリスタルとなって四散し、クロックがその内の一つを持ち去っている。
ゆえに同一人物である場合、続編のクロックアドベンチャーに登場する復活したダンテ男爵は、上記のために左目を失って眼帯をしている可能性が高い。

## 敵キャラクター（トルティーズ）
最も見かける一般的な敵キャラクターの種族であり、ザッハトルテ13世直属の忠実な手下達。
原版および続編のクロックアドベンチャーでは、ダンティン（Dantini）と呼ばれる。
ザッハトルテ13世と同様、常に笑みを浮かべた大きな顎の顔が特徴。
また、多くの種が邪悪な笑い声を上げながらクロックに襲い掛かることでも知られる。
テクター（Running Dantini）
クロックが最初に出会うトルティーズであり、序盤から中盤に掛けて多く出現する。
赤い体色とザッハトルテ13世と同様、モヒカンのようなトサカが特徴。
常に一定のエリア内を歩き回っており、クロックが接近すると笑い声を上げながら突進してくるが、一定の距離が離れると突進を中断して元のエリアに歩き戻る。
また、クロックが接近すると笑わずにフェイントを掛けるように突然、停止する個体も存在する。
オープニングムービーでは、パウパウアイランドを乗っ取りにやってきたザッハトルテ13世にタックランと共に引き連れられ、パウパウらを捕まえる役目を担って追いかけ回していた。
クラクラキャッスル・ステージB2のイントロムービーでは、クロックとの直接対決のために腰を上げたザッハトルテ13世を、チク郎と共に扇いでいた。
ファボナ（Devil Dantini）
クロックがテクターの次に出会うトルティーズであり、序盤から終盤の多くのステージに掛けて最も多く出現する。
右手に銛を所持しており、深紅の体色となったテクターの頭のトサカが大きな2本の三日月状の角に代わった悪魔のような容姿をしている。
足音はスア丸と同様のものとなっているため、見分け・聞き分け共に容易。
特定の場所に留まりながら周囲をキョロキョロと警備している個体と、テクターなどと同様に一定のエリア内を歩き回りながら警備している個体の2種が存在しており、どちらも一定の距離までクロックが接近すると、笑いながら銛からエネルギー弾を放ってくる。
エネルギー弾の狙いはかなり正確であり、弾速も早いうえにエネルギー弾自体も大きいため、近距離で放たれると咄嗟に避けるのは難しい。
出現するエリアによって、クロックをサーチ出来る限界の距離とエネルギー弾を放つ間隔が異なっており、特にゲーム終盤からはいずれのエリアの出現場所も非常に厄介なものとなってくるため、ステージを攻略する上では最も手強い敵キャラクターとなる。
また、出現するステージとエリア毎によって、エネルギー弾の色が変化する（ハラハラ高原およびその系統の洞窟エリア・クラクラキャッスルでは赤、ブルブル島は白、カラカラさばくは黄土）。
因みに、何故かこのトルティーズのみリスポーン時も笑い声を上げることがあり、テクターなどとはまた違った邪悪な笑い声と上記のような厄介さも相まって、多くのプレイヤーにその存在感を印象付けている。
バーニー（Flaming Dantini）
ゲーム序盤から終盤の極一部のステージに出現する。
テクターと全く同じ容姿をしているが、クロックが接近しても襲い掛からず、常に笑わず走り回っている点と、ジャンプでも飛び越せない程の火柱を体から定期的に噴き上げる点が異なる。
火柱を噴き上げている時は無敵だが、火柱が消えるタイミングを見計らえばテクターと同様、普通に倒せる。
クルコロネ（Tumbling Dantini）
ハラハラ高原・ステージ4の最初のエリアにのみ出現する。
原版で出現するステージでは、このトルティーズの名前がほぼそのままステージ名として使用されている。
黄色と緑色のツートーンの体色となったテクターが、鈴のような装飾の付いた緑色の帽子を被っているという派手で道化師のような容姿をしている。
クロックが接近すると、ある程度突進してから側転を仕掛けてくる。側転中は無敵ではあるものの、側転する前か側転の終了後に見せる大きな隙を狙って倒せる。
因みに、他のトルティーズよりも瞳が若干大きめであり、笑い声はテクターのものよりもピッチが高くなっている。
パタパティ（Bat Dantini）
ゲーム序盤から終盤の多くのステージに掛けて出現する。
深紅の体色となったテクターの頭のトサカが短い2つの角に代わり、背中に翼が生えた容姿をしている。
音もなく決まった空中のコースを飛び回っており、クロックが接近しても笑わずに襲い掛かってはこない。動きはパッチコーンよりもやや早めといった程度。
ゲーム終盤からはモンキーバー（クロックがぶら下がるための網目状のギミック）と奈落が組み合わさった厄介なエリアにも頻繁に出現する。
勿論、クロックがぶら下がった状態でパタパティに触れたらダメージとなり、即落下からのミスとなってしまうので、やり過ごすためには飛び去ったタイミングを見計らうのも重要となる。
ダンプリン（Stomping Dantini）
主にモンキーバーが設置されているエリアにのみ多く出現する。
紫の体色となったテクターの頭のトサカが大きな1本角に代わった容姿をしている。
常にモンキーバーの上を歩き続け、定期的に奇妙な掛け声と共にジャンプをしては踏み付けているが、クロックが接近しても襲い掛からず、クロックがぶら下がっている位置をサーチしたりもしない。
但し、踏み付けた位置のほぼ真下にクロックがぶら下がっていると、踏み付けの衝撃によって強制的に落下してしまうため、モンキーバーの上に進入出来ない限りはタイミングを見計らってやり過ごすしかない。
スア丸（Ice Dantini）
ブルブル島の多くのステージの野外エリアにのみ出現する。
青の体色となったテクターの頭のトサカが扇状の3本の氷柱のような角に代わった容姿をしている。
笑い声は上げず、足音もテクターとは異なる。
テクターと同様、一定のエリア内を歩き回っているが、クロックが接近すると地表から雪玉を生成し、投げ付けて攻撃してくる。
しかし、雪玉を投げる直前までに隙があるため、簡単に倒せる。
シュロップ（Swimming Dantini）
ゲーム序盤から終盤の多くの水中エリアにのみ出現する。
右手に銛を所持しており、緑の体色となったテクターがスキューバセットを装備したような容姿をしている。
その容姿のせいか、笑い声を上げることもない。
決まった場所を上下にゆっくりと揺らいでおり、クロックが接近すると銛から火球を放ってくる。
謂わば水中におけるファボナのような存在のトルティーズであり、陸よりも操作の自由が利きづらい水中では最も厄介な敵キャラクターと言える。
スイミット（Swimming Dantini）
ゲーム序盤から終盤の多くの水中エリアにのみ出現する。
シュロップと全く同じ容姿をしているが、こちらは一定のエリア内を泳ぎ続けている点と、銛を所持しているにも関わらず、クロックが接近しても襲い掛かったり、火球を放ったりしてもこない点が異なる。
なお、原版においては上記のシュロップ共々、Swimiming Dantiniとして一括りで扱われている。
ホイッパ（Jumping Dantini）
主にカラカラさばくの多くのステージに出現する。
やや青み掛かった緑の体色となったテクターの頭のトサカが2本の茶色い角に代わった容姿をしている。
常に決まった2つの足場をジャンプで往復し続けているが、クロックが接近しても笑わずに襲い掛かってはこない。
タックラン（Kidnapping Dantini）
ブルブル島・ステージ4と、クラクラキャッスル・ステージ1のボーナスエリアにのみ出現する。
群青の体色となったテクターの頭のトサカが短い2つの角に代わり、背中に小さなスパイクが生えた容姿をしている。
クロックが接近すると笑わずに突進して襲い掛かり、タックランに触れるとダメージにはならないものの、助けたパウパウを1匹だけ奪われてしまう。
パウパウを奪った後は、右脇に抱えながらテクターと同じ笑い声を上げつつ、他のトルティーズよりもひと際素早いスピードでクロックから逃げ回っては、時に奇襲するように突進してくる。
また、パウパウを奪った状態のタックランに触れると通常通りダメージとなってしまうが、倒すことによって奪われたパウパウは取り戻すことが出来る。
因みに、PC版のみクラクラキャッスル・ステージ1のボーナスエリアに出現する個体は、体色が黄色の亜種となっており、群青の体色の個体よりも更に素早いスピードで駆け回る。
オープニングムービーでは、パウパウアイランドを乗っ取りにやってきたザッハトルテ13世にテクターと共に引き連れられ、パウパウらを捕まえる役目を担い、1匹を捕らえていた。
チク郎（Spike Dantini）
クラクラキャッスル・ステージS1にのみ出現する。
深緑の体色となったテクターの頭のトサカが短い2つの角に代わり、背中に鋭く長いスパイクが生えた容姿をしている。
常に決まったコースを歩き続けているだけで、笑い声を上げることもなく、クロックが接近しても襲い掛かってはこないが、クロックの攻撃が一切通用しない唯一、無敵のトルティーズでもある。
また、出現するステージはクリスタルが一切配置されていないため、チク郎に触れた時点でミスとなってしまうが、ステージを攻略する上でも不可欠である特殊な倒し方が存在する。
他のトルティーズとは異なり、リスポーンはしない。
クラクラキャッスル・ステージB2のイントロムービーでは、クロックとの直接対決のために腰を上げたザッハトルテ13世を、テクターと共に扇いでいた。

## 敵キャラクター(その他)
基本的にトルティーズと同様、触れただけでダメージとなるが、トルティーズと比較すると無敵であったり、リスポーンしない敵キャラクターの方が多くなっている。
また、多くの種が出現する島に元々住み着いている生き物がザッハトルテ13世の魔法により、変身・凶暴化させられた可能性が高い。
パッチコーン（Jonny Bee Goode）
ハラハラ高原・ステージ1の最初のエリアにのみ出現する。
手足を持たない巨大な蜂のような容姿が特徴。
クロックが接近しても襲い掛からず、けたたましい羽音を定期的に響かせながら、常に決まった空中のコースをゆっくりと飛び回っている。
リスポーンはしない。
取扱説明書での紹介によれば、ワニは甘いのかどうか気になっているらしい。
ジャミン（Worms）
ハラハラ高原の多くのステージの野外エリアにのみ出現する。
赤とオレンジの体色をした芋虫のような容姿が特徴。
定期的に地表を盛り上げながら、決まったコースを潜りつつ動き回っている。
潜っている間は無敵であり、盛り上がった地表に触れてもダメージとなってしまうが、地中から顔を出した隙に踏み付け攻撃で倒せる。
因みに、距離や高低差を問わず、常にクロックがいる方向に視線を向けてくる。
マシュボン（Jumping Fireball）
ゲーム序盤と終盤の一部のステージの洞窟エリアにのみ出現する。
溶岩から生まれた敵キャラクターであり、多数の連なった火球に二つの目玉が付いた容姿が特徴。
近くの足場に乗り移った後、一定のコースを跳ね回ってクロックの進路を妨害する。
クロックの攻撃は一切通用せず、触れただけでダメージとなってしまうため、溶岩の中に戻った隙を見計らって無視するしかない。
因みに、クロックが進入するとダメージとなる地形（溶岩・氷水・熱泥・毒沼）から出現する目玉の付いていないマシュボンと類似したものは、通常のトラップ扱いである。
パットプッカル（Jumpy）
ハラハラ高原の中盤以降の多くのステージの洞窟エリアにのみ出現する。
クロックよりも小柄なオレンジの体色をしたチューブ状の体型と、黄色い足のみを持った奇妙な容姿が特徴。
一定のエリア内をピョンピョンと跳ね回っており、クロックの接近に関わらず、定期的に蛸のような口から地を這う小さな火球を3～4つ吐き出している。
クロックが近付くと間髪入れず、こちらに向きを変えて火球を吐き出して攻撃してくるため、素早く倒しておいた方が良い。
また、火球は箱の上に乗っていても食らってしまうことがあるため、放っておくと見掛けによらず、厄介な存在となり得る。
ワンワンラムネ（Husky Doo）
主にブルブル島の多くのステージの野外エリアにのみ出現する。
クロックよりも大きく肥えた体格をした名前通り、犬のような容姿が特徴。
一定のエリア内をせわしなく走り回っており、体中にノミがいるせいか定期的に停止した後、体を後ろ足で掻いている。
リスポーンはしない。
タマヨ（Rat）
主にゲーム序盤の多くのステージの洞窟エリアにのみ出現する。
何本もの鋭い牙と、耳と手足を持たない球状の体型をした鼠のような容姿が特徴。
クロックが接近すると洞窟中に鳴き声を響かせつつ、ちょこまかと素早く動いて暴れ回る。
ヘビーチョ子（Worm in a Well）
主にゲーム序盤に多く出現する。
桃色の体色をしたジャミンよりも遥かに巨大な芋虫のような容姿が特徴。
井戸や土管に生息しており、クロックが接近すると突然飛び出し、噛み付こうとしてくる。
無敵なので、引っ込んだところを見計らって大人しくやり過ごすしかない。
また、ハラハラ高原・ステージ1に出現する個体のみ、生息している井戸は進入が可能となっており、洞窟エリアへと繋がっている。
但し、それ以外は何故か奥にジェリーが設置されていて進入出来なくなっているが、ハートが紛れている場合もある。
取扱説明書での紹介によれば、性別は一応メスとのこと。
よっちゃん（Penguin）
主にブルブル島の多くのステージの野外エリアにのみ出現する。
ほぼペンギンそのままのような容姿が特徴。
クロックが進入するとダメージとなる氷水から出現し、特定のコースを滑ってはまた氷水から出現するという、マシュボンと似た性質を持つ。
無敵である点もマシュボンと同様であるため、氷水に戻った隙を見計らってやり過ごすしかない。
また、ブルブル島・ステージ6のあるエリアのポッピングゲームのターゲットとしても出現する。
クレンチゴースト（Ghost）
カラカラさばくの全てのステージのボーナスエリアにのみ出現する。
名前通り、半透明な体をした幽霊のような容姿が特徴。
無敵だが、クロックが触れてもダメージになることもなく、すり抜けていく。
但し、エリア中に散らばるクリスタルと銀のカギを食べてしまうという特殊且つ、厄介な性質を持つ。
また、クレンチゴーストよりも先駆けてクリスタルを回収し続けると、クロックが追い付けない程にスピードが向上して追い抜かれてしまい、残りのクリスタルを瞬く間に食べ尽くしていく。
最後のパウパウを確実に助けるためには、クリスタルをなるべく無視しつつ、最短ルートでクレンチゴーストよりも先に銀のカギを回収しなければならない。
もしも銀のカギをクレンチゴーストに食べられてしまったが最後、ミスする毎にリスポーンするクリスタルとは異なり、一度限りしか出現しないアイテムである仕様上、ステージ自体をまた最初からやり直さなければならなくなってしまう。
以上の理由もあって、完全攻略を目指すプレイヤーにとっては、カラカラさばくがこれまでのステージよりも、難易度が大きく上がっていることを痛感させられる一因でもある。
フガッシャー（Hammy Head Shark）
多くの水中エリアにのみ出現する。
目の位置以外、ほぼシュモクザメそのままのような容姿が特徴。
一定のコースを泳ぎ回っているだけであり、クロックが接近しても襲い掛かってはこないため、ボスキャラクター並みに大柄な割にはしっぽ攻撃で簡単に倒せる。
リスポーンはしない。
その容姿と生息地にも関わらず、取扱説明書での紹介によれば、毎日毎日水の中でいやんなっちゃうとのこと。
ラミーマミー（Mummy）
カラカラさばくの多くのステージにのみ出現する。
名前通り、全身が包帯で包まれた典型的なミイラのような容姿が特徴。
基本的に両手を突き出しながら、一定のエリアをふらふらと歩き回っているだけだが、クロックが接近すると突然唸り声を上げながら、掴み掛かってこようとする個体も存在する。
ナッカノン（Jellyfish）
カラカラさばく・ステージ2の水中エリアにのみ出現する。
桃色のクラゲのような容姿が特徴。
クロックが接近しても襲い掛からず、決まった場所を上下にゆっくりと揺らいでいるだけなので、しっぽ攻撃で簡単に倒せる。
リスポーンはしない。
キャンロッサ（Crab）
カラカラさばく・ステージB1（水中ステージ）にのみ出現する。
赤い体色の2本足の蟹のような容姿が特徴。
常に次のエリアへの入り口の手前に居座っており、クロックが接近すると飛び跳ねつつ、両手のハサミで進入を阻んでくる。
リスポーンはしない。
タラッシュ（Spider）
主に洞窟などの屋内エリアにのみ出現する。
紫色の4本足の蜘蛛のような容姿が特徴。
クロックが接近すると、ぶら下がっている場所から突然下降し、奇襲してくる。
リスポーンはしない。
ミルフィー（Vampire Fish）
カラカラさばく・ステージB1（水中ステージ）にのみ出現する。
鋭く大きな牙と真っ赤な目と、クロックよりもやや大柄で緑の体色をした魚のような容姿が特徴。
フガッシャーとは違い、クロックが接近すると噛み付こうとしてくる。
リスポーンはしない。
カマイボー（Grimmy）
クラクラキャッスルの各ステージの地下牢エリアにのみ出現する。
名前通り鎌を所持しており、クロックよりも背丈が高く、緑色の恐ろしい顔つきと茶色いローブを身に纏った死神のような容姿が特徴。
通路の警備を担っており、クロックが接近すると鎌を体ごとその場で振り回し続け、一定の距離が離れると振り回すのを止める。
何故かしっぽ攻撃が効かないせいか、ムック本では倒せないと紹介されているが、実際には攻撃中に関わらず、踏み付け攻撃のみで倒すことが可能。
リスポーンはしない。
また、クラクラキャッスル・ステージ3のあるエリアのポッピングゲームのターゲットとしても出現する。
ドンナッシ（Robot Fist Guard）
クラクラキャッスルの各ステージの地下牢エリアにのみ出現する。
ボスキャラクター並みに大柄且つ、肥えた体型と全身が甲冑で包まれたロボットのような容姿が特徴。
通路の出入り口の左手前に常駐しており、クロックの接近を感知すると右手の拳を勢い良く振り下ろして行く手を阻む。
無敵なので拳を振り上げた隙を見計らってやり過ごすしかない。
キュラネイル（Zombie Prisoner）
クラクラキャッスル・ステージ1の地下牢エリアにのみ出現する。
クロックよりも背丈が高く、傷跡だらけの黄色い体色のやせ細った体型と、何処となくトルティーズに似た顔つきが特徴。
また、名前通り長い爪を持ち、囚人なのか足枷が施錠されているため、動き回ることもない。
目の前には、牢屋の鉄格子をコントロールするスイッチが3つ設置されているが、クロックが接近すると奇妙な掛け声と共に、狂ったように引っ掻き攻撃をして妨害する。
倒せないが、定期的に体を仰け反らせて休ませているため、その隙に攻撃を与えることで一時的に動きを封じることが可能。
パイレーツン（Swipe Swiftly）
クラクラキャッスル・ステージ5にのみ出現する。
黄色い体色をした人間に近い体型と、カトラスを所持し、左目に眼帯をしている名前通り、典型的な海賊のような容姿が特徴。
出現時はフランス語で「En Garde」と叫ぶ。
狭い足場での戦いとなる上、最大で4体まで出現することもある。
一定時間が経過するまでは無限に沸き続けるが、しっぽ攻撃を連続で繰り出していれば難なく倒せるため、そこまで怖くない。
因みに、原版のセガサターン版の取扱説明書によれば、何故かバーモント州出身とのこと。
シュバッシュ（Ballistic Meg）
クラクラキャッスル・ステージ4と、あるステージにのみ出現する。
比較的人間に近い桃色のスマートな体型と、鋭いトサカと嘴をしたシャープな頭部が特徴。
目にも止まらぬ速さで一定のコースを瞬間移動で駆け回っており、シュバッシュがダッシュした跡には摩擦による炎の軌道が発生する。
炎は勿論、シュバッシュにも触れるとダメージとなってしまう。
また、シュバッシュ自体も無敵であるため、ダッシュ後に息を切らしているタイミングを見計らってやり過ごすしかない。
因みに、原版では性別はメスとされている。
ANC-O型（Mechanical Robot）
クラクラキャッスル・ステージ3のあるエリアにのみ出現する。
非常に長い脚とスマートな体型から成るクロックよりも高い背丈と、茶色い体色をしたロボットのような容姿が特徴。
最大で3体が配置されており、クロックの侵入を感知すると不気味な動作音と共に、ゆっくりと動き出して襲い掛かってくる。
但し、一定の距離が離れるとクロックが再び接近するまで動作を停止する。
ムック本では倒せないと紹介されているが、実際にはしっぽ攻撃・踏み付け攻撃のどちらでも倒すことが可能。
リスポーンはしない。
ハンマークーヘン（Platform Pete）
クラクラキャッスル・ステージ6と、あるステージにのみ出現する。
名前通り巨大な木槌を所持しており、容姿は大柄且つ、肥えた体型の青い体色のテクターに近い。
常に3つのスイッチが付いた浮遊する巨大な足場に身を構えており、定期的に木槌で各スイッチを叩くことによって、エリア内のトゲ付きのリバーシブルの足場を自在に操作している（この足場が平面となっている場合はダメージとならない）。
ハンマークーヘンが身を構えている足場にはクロックは一切進入出来ない都合上、直接的な攻撃は通用せず、触れることも出来ないため無敵である。
名称不明（Scorpion）
主にゲーム終盤の一部のステージにのみ出現する。
鋏を持たない小型の蠍のような容姿が特徴。
毒沼や溶岩に生息しており、クロックが接近すると何の前触れもなく突然、飛び出してくる。
毒沼から出現する個体は陸には上がらず、トラップへの出入りを繰り返しているだけだが、出現と同時に尻尾から放物線状の火球を放ってくることもある。
溶岩から出現する個体は陸に上がった後、クロックに狙いを定めてから火球を放ってくるが、動きが遅いので陸に上がらない個体と比較すると、倒すのは容易である。
リスポーンはしない。
また、この敵キャラクターのみ唯一、取扱説明書・ムック本共に紹介されていない。

## その後の展開
PlayStation 2とXboxとニンテンドー ゲームキューブにてリリース予定されていたシリーズ3作目となる『Croc 3: Stone of the Gobbos』が開発されていたが、2004年に開発元のアルゴノートゲームスが倒産してしまった。
倒産したアルゴノートゲームスはZenimax Mediaに買収され、クロックシリーズの権利を手に入れたZenimax Mediaは子会社のMud Duck Productionsにクロック3の開発続行をさせるが、開発トラブルでうまく行かず2005年にクロックの3作目の開発はキャンセルされた。それ以降、Zenimax Mediaはクロックの3作目はおろか、現在に至るまでクロックシリーズの開発は全く行っていない。
2024年2月現在、これらのCroc3に関する情報はデマであることが確認されており、Croc3は元から存在しない（企画自体されていなかった）ことが判明している。
「クロックシリーズのIPを、Zenimax Mediaは所有していない」とZenimax Mediaの子会社であるベセスダ・ソフトワークスがメールで否定しており、クロックのゲーム開発者（コンセプトデザイナー）だったStory Boxがアルゴノートゲームスの元代表であるJez Sanと連絡を取っており、それによると「Croc3の情報は誤りである」と証言している。また、Jez San本人により「クロックシリーズのIPは現在でも所有している」「次期タイトルにはクロックを使う予定だった 」と主張されている。
2023年6月7日に、Jez SanはX（Twitter）にて、「クロックHDリマスターの開発初期段階に入った」とツイートしている。
2024年8月28日に、アルゴノートゲームスが20年の休眠期間を経た再開と共に、リマスター版を正式に発表。発売は年内の予定となっており、対応機種は“すべての現世代機”（all the current consoles）とPCに展開予定。

## トリビア
- プレイステーション版の解説書によると、パウパウ達の住まいはロタ島の「パウパウ」と呼ばれる地域らしい。
- プレイステーション版は、Amazon.co.jp「ゲームのベストセラー」の「指定なし> ゲーム > プレイステーション > アクション>アクション（その他）」のカテゴリーで一時期、1位を記録した。
- プレイステーション本体に付属している販促用のCD「よい子とよいおとなの。PlayStation体験版Vol.1」に、クロック！パウパウアイランド が収録されており、ハラハラ高原・ステージ1だけ遊ぶことができる。